# Giuseppe Bernini
Giuseppe Bernini (Trieste, 19 aprile 1915 – dicembre 1978) è stato un cestista italiano.

## Carriera
Ha vinto due scudetti consecutivi con la Ginnastica Triestina, nel 1939-1940 e nel 1940-1941.
Con la Nazionale ha preso parte agli Europei 1939. In totale ha disputato 8 incontri in maglia azzurra, realizzando 31 punti.

## Palmarès
- Campionato italiano: 2

Ginnastica Triestina: 1939-1940, 1940-1941